# Ивантеевское сельское поселение (Новгородская область)
Ивантеевское сельское поселение — муниципальное образование в Валдайском муниципальном районе Новгородской области России.
Административный центр — деревня Ивантеево.

## География
Территория сельского поселения расположена на Валдайской возвышенности, в юго-восточной части Новгородской области, на юге Валдайского района, к юго-западу от города Валдай. Запад поселения — часть территории Валдайского национального парка. На территории муниципального образования находится множество озёр — Городенское, Русское, Плотишно, Дорище и др., протекают реки Полометь, Орловка и др.

## История
Ивантеевское сельское поселение было образовано в соответствии с законом Новгородской области от 11 ноября 2005 года № 559-ОЗ.

## Население
| 2010 | 2012 | 2013  | 2014  | 2015  | 2016  | 2017  |
| ---- | ---- | ----- | ----- | ----- | ----- | ----- |
| 955  | ↗995 | ↗1007 | ↗1064 | ↘1024 | ↗1055 | ↘1006 |
| 2021 |      |       |       |       |       |       |
| ↘700 |      |       |       |       |       |       |

## Состав сельского поселения
| №  | Населённый пункт | Тип                             | Население |
| -- | ---------------- | ------------------------------- | --------- |
| 1  | Большое Городно  | деревня                         | 7         |
| 2  | Буяково          | деревня                         | 7         |
| 3  | Вишневка         | деревня                         | 4         |
| 4  | Ивантеево        | деревня, административный центр | 859       |
| 5  | Княжёво          | деревня                         | 0         |
| 6  | Козлово          | деревня                         | 7         |
| 7  | Малое Городно    | деревня                         | 9         |
| 8  | Малое Уклейно    | деревня                         | 2         |
| 9  | Миробудицы       | деревня                         | 7         |
| 10 | Мысловичи        | деревня                         | 0         |
| 11 | Нива             | деревня                         | 0         |
| 12 | Новая Ивановка   | деревня                         | 4         |
| 13 | Новинка          | деревня                         | 2         |
| 14 | Русские Новики   | деревня                         | 4         |
| 15 | Савкино          | деревня                         | 9         |
| 16 | Симаниха         | деревня                         | 10        |
| 17 | Сухая Ветошь     | деревня                         | 4         |
| 18 | Яконово          | деревня                         | 0         |

## Транспорт
По территории сельского поселения проходит автодорога от федеральной автомобильной дороги «Россия» М10 (E 105) до озера Вельё и далее до Демянска.